# 13824 Kramlik
13824 Kramlik è un asteroide della fascia principale. Scoperto nel 1999, presenta un'orbita caratterizzata da un semiasse maggiore pari a 2,2862162 UA e da un'eccentricità di 0,0859480, inclinata di 6,27585° rispetto all'eclittica.